# Helius (Helius) invariegatus
Helius (Helius) invariegatus is een tweevleugelige uit de familie steltmuggen (Limoniidae). De soort komt voor in het Neotropisch gebied.